# باثي نيوز

The current British Pathé logo.

باثي نيوز كان منتج نشرات الأخبار، الجرائد السينمائية، والوثائقية في الفترة من 1910 حتى عام 1970 في المملكة المتحدة. مؤسسها، تشارلز باثي، كان رائدا للصور المتحركة في عصر الأفلام الصامتة. أرشيف باثي نيوز يعرف اليوم باسم «باثي البريطانية».و مجموعتها من الأفلام والأخبار والأفلام هي رقمية بالكامل ومتاحة على شبكة الإنترنت.

## التاريخ
تكمن جذورها منذ عام 1896 في باريس، فرنسا، عندما تأسست سوسيتيه باثي الفرير من قبل تشارلز باثي وإخوته، الذي كان رائدا في تطوير الصور متحركة. اعتمد تشارلز باثي الشعار الوطني لفرنسا، والديك، كعلامة تجارية لشركته. بعد أن أعلنت الشركة، التي تسمى الآن COMPAGNIE جنرال دي Éstablissements باثي فرير Pt'honographes وCinématographes، الذي اخترع شريط إخباري للسينما مع 'باثي جورنال'. بدأت باثي الفرنسية الشريط الإخباري لها في عام 1908 وفتح مكتبها للشريط الإخباري في شارع واردور في لندن في عام 1910.
عرضت الشرائط الإخبارية كنشرات الأخبار في السينما وكانت صامتة حتى 1928. في البداية تم العرض لمدة أربع دقائق، وصدرت كل أسبوعين. على الرغم أنه في خلال الأيام الأولى أخذت لقطات الكاميرا من وضع ثابت، احتكرت باثي نيوز على نشرات الأخبار باثي الأحداث مثل فرانز رايخلت في قفزته القاتلة بالمظلة من برج إيفل، وسوفرجت إميلي دافيسون لاصابة قاتلة من قبل فرس الرهان في 1913 إبسوم ديربي.
خلال الحرب العالمية الأولى، نشرات الأخبار السينما كانت تسمى 'جريدة باثي المتحركة ' , وللمرة الأولى هذا قدمت مع الصحف المنافسة. بعد عام 1918، التي باثي البريطانية إنتاج سلسلة من cinemazines، في نشرات الأخبار التي كانت أطول بكثير وأكثر شمولا. قبل عام 1930، باثي البريطانية كانت تغطي الأخبار والترفيه، والرياضة، والثقافة وقضايا المرأة من خلال البرامج بما في ذلك 'Pathétone أسبوعي'، و '"باثي المصورة' ' في' الجريدة و مراجعة حواء السينمائية '.
في عام 1927، باعت شركة باثي البريطانية (كلا من الأفلام الروائية الطويلة وأقسام الشريط الإخباري) إلى الوطني الأول. (تابع الفرنسية باثي نيوز حتى عام 1980، والمكتبة هي الآن جزء من مجموعة غومون-باثي.) غيرت باثي الملكية مرة أخرى في عام 1933، عندما تم الحصول عليها من قبل مؤسسة صور شركة أسوشيتد بريتيش. في عام 1958، تم بيعها مرة أخرى إلى وارنر بروس وأصبحت وارنر-باثي. في نهاية المطاف توقف إنتاج النشرة إخبارية باثي للسينما في فبراير 1970)  لأنها لم تعد قادرة على المنافسة مع التلفزيون. أثناء تشغيل نشرات الأخبار، والرواة تضمنت بوب دانفرس ووكر، دوايت وايست، دان دونالدسون، أندريه باروخ، وكليم مكارثي وغيرها.

## رقمنة
تم بيع المكتبة نفسها لإيمي ثم الآخرين، بما في ذلك ذى كانون جروب (الذي أحدث انقسامات في الفيلم الروائي الطويل والشريط الإخباري) وديلي ميل وجنرال تراست، قبل استئناف إدعاءة بالحقوق في 2009. تقسيم الفيلم الروائي الطويل هو الآن جزء من ستوديو كانال، وليس أن يكون مرتبطا بباثي، الشركة الفرنسية الأم والأصلية من باثي البريطانية.
في عام 2002، تم التمويل جزئيا من قبل المملكة المتحدة اليانصيب الوطني، وأصبح الأرشيف رقميا كاملا. أرشيف باثي البريطانية يحمل الآن أكثر من 3,500 ساعة من التاريخ المصور، 90,000 من الأجزاء الفردية و 12 مليون من اللقطات.
في مايو عام 2010 منحت الغارديان الوصول إلى أرشيف باثي البريطانية، واستضافة مقاطع الفيديو على موقعها على الإنترنت.
في نوفمبر 2010 ديلي ميل أعطت قراءها أقراص فيديو رقمية مجانية من سلسلة الأجزاء السبعة لباثي البريطاني A Year To Remember تضم هذه السلسلة سبعة أقراص، تركز كل منها على أعوام مختلفة من 1939-1945.
في الفترة من مارس 2010، استؤنفت باثي البريطانية أرشيفها كموقع اترفيهى عبر الإنترنت، مما يجعل باثي نيوز خدمة للجمهور وكذلك لصناعة البث.
في آب 2011، أطلقت باثي البريطانية قناة يوتيوب خاصة بها.
في مايو 2012 فازت البريطانية باثي في جائزة التنسيق الدولية ‏ مكتبة لقطات العام.
في أبريل 2014 تم تحميلها باثي البريطانية مجموعة كاملة من 85,000 الأفلام التاريخية إلى قناة يوتيوب كجزء من حملة لجعل الأرشيف في متناول المشاهدين في جميع أنحاء العالم.

## مواضيع تليفزيونية
أنتجت باثي البريطانية عددا من البرامج والسلاسل وكذلك نشرات الأخبار، مثل باثي حواء والجريدة أسترا. في عام 2010 بي بي سي فور أعادت إصدار سلسلة 1950 باثي الوقت للتذكر، الذي أخرجه الممثل ستانلي هولواي،  وأعادت بثه كسلسلة مواضيع من 12 جزء.

## تغييرات الاسم
كانت باثي البريطانية معروفة تحت الأسماء التالية: CGPC (1910-1927)، باثي الوطنية الأولى (1927-1933)، أسوشيتد باثي البريطانية (1933-1958)، وارنر باثي (1958-1969)، باثي نيوز البريطانية (1990-1995)، باثي البريطانية (1995 إلى الوقت الحاضر).

## باثي نيوز الأمريكية (1910-1956)
شركات النشرات الإخبارية البريطانية والأمريكية تم فصلها في عام 1921 عندما بيعت باثي نيوز لشركة أمريكية.
في عام 1947، تم شراء أصول الأفلام من الشركات التي خلفت باثي نيوز، حيث إشترتها شركة وارنر بروس من راديو صور أر كي أو، والتي كان قد استحوذت عليها في 1931. وارنرز، كما كانت أر كي أو قد فعلت قبلهم، واصلت إنتاج النشرة الإخبارية 'باثي نيوز' '، عنوانه تغيير من اسم أر كي أو - باثى الأخبار 'إلى' وارنر -باثى الأخبار '.وارنر أنتجت أيضا سلسلة من 38 من الموضوعات القصيرة المسرحية، و 81 من قضايا سلسلة News Magazine of the Screen , التي تضاف إلى خصائص فيلم باثي وهي الآن جزء من مكتبة الأفلام الواسعة للشركة. روبرت يونج صن كان منتج / المحرر المسؤول الأول عن هذه السلسلة، وفاز بإثنتين من جوائز الاوسكار بالنسبة لهم.
في عام 1956، وارنر بروس توقفت عن إنتاج النشرة الإخبارية المسرحية وباعت مكتبة باثي نيوز للأفلام، و38 مواضيع مسرحية قصيرة، و'مجلة الشاشة' باثي نيوز '، والعلامة التجارية صياح الديك وحقوق المؤلف وغيرها من الممتلكات إلى Studio Films, Inc حيث أختصرت بعد ذلك بفترة وجيزة، إلى شركة صور باثي، والتي تنازلت لاحقا عن اسم الفيلم وخصائص الشركتين لشركة باثي نيوز.
شركات سلاسل نشرات إخبارية أميركية أخرى شملت أخبار باراماونت (1927-1957)، موفى تون فوكس نيوز (1928-1963)، أخبار هيرست متروتون/ أخبار اليوم (1914-1967)، الشريط الإخباري العالمي (1929-1967)، ومسيرة الوقت (1935-1951).

## الروابط الخارجية
- باثي نيوز على موقع IMDb (الإنجليزية)

- أرشيف باثي البريطانية
- 17 of the 38 News Magazine of the Screen shorts
- News on Screen – research resource for British newsreels and cinemagazines

‌